# آلان خازي
آلان خازي (بالإنجليزية: Alan Khazei)‏ من مواليد 28 مايو 1961، هو رائد أعمال أمريكي ومؤسس منظمة رواد الديمقراطية التي تروّج لوكلاء التغيير الجدد الذين يخترعون طرقاً جديدةً لإشراك الناس في ديمقراطيتنا. أسس آلان «مجموعة بي ذا تشنج المدمجة»، وهي مجموعة مقرها بوسطن، وتهدف إلى بناء تحالفات وطنية مع المنظمات غير الربحية والمواطنين الذين يدعمون قضايا النهوض بالخدمة الوطنية ومكافحة الفقر وتمكين المحاربين القدامى.
عمل آلان سابقاً كرئيس تنفيذي لبرنامج «سيتي يير»، التابع لبرنامج المجتمع المدني التطوعي «أميريكوربس»؛ يشارك الشباب بأعمار 17 إلى 24 عاماً في هذا البرنامج عن طريق التطوع للخدمة لمدة سنة في واحدة من بين 29 مدينة أمريكية، بالإضافة إلى جوهانسبرج وجنوب إفريقيا والمملكة المتحدة. شارك خازي في تأسيس «سيتي يير» مع مايكل براون، الذي كان صديقه وزميله في الغرفة في كلية هارفارد وكلية هارفارد للحقوق.
قاد خازي حملتين فاشلتين للحصول على عضوية مجلس الشيوخ الأمريكي عن ولاية ماساتشوستس، لكنه احتل المركز الثالث في الانتخابات التمهيدية للديمقراطيين في الانتخابات الخاصة لعام 2010، وانسحب من الانتخابات التمهيدية في عام 2012 بسبب نقص الأموال والاهتمام الإعلامي بعد أن دخلت إليزابيث وارن في السباق الانتخابي.

## النشأة والتعليم
ولد آلان خازي لطبيب جراح إيراني أمريكي وممرضة إيطالية أمريكية. ولد في بيتسبرغ ونشأ في منطقة بوسطن وبيدفورد في نيو هامبشاير. تخرج آلان في عام 1979 من مدرسة القديس بولس في كونكورد في نيو هامبشاير، وكان رئيساً لدفعة تخرّجه. تخرج من كلية هارفارد مع مرتبة الشرف في عام 1983 ومن كلية هارفارد للحقوق مع مرتبة الشرف في عام 1987، وكان عضواً في مكتب المساعدة القانونية في جامعة هارفارد.

## المسيرة المهنية

### سيتي يير
أسس خازي مع زميله في جامعة هارفارد آنذاك مايكل براون في عام 1988 «سيتي يير»، وهي منظمة غير ربحية توفر للشباب من سن 17 إلى 24 عاماً فرصة المشاركة والتفرغ لخدمة المجتمع لمدة 10 أشهر. تصور خازي وبراون أن سنة من الخدمة الوطنية يمكن أن تصبح جسراً مألوفاً بين المدرسة الثانوية والكلية.
نمت منظمة «سيتي يير» تحت قيادة خازي لتصل إلى 1000 عضو من أعضاء سلك الخدمة المدنية في 29 مدينة في جميع أنحاء أمريكا وفي جوهانسبرغ وجنوب أفريقيا والمملكة المتحدة. وخلقت «سيتي يير» منذ تأسيسها، نحو 30,000 وظيفة أولى للشباب. قضى المشاركون في خدمة المجتمع أكثر من 51 مليون ساعة في الخدمة وعملوا على تدريس وتوجيه مليوني طفل.
ألهمت «سيتي يير» الرئيس الأمريكي بيل كلينتون أثناء زيارته لها، لإنشاء برنامج «أميريكوربس»، وعمل خازي مع الرئيس كلينتون لتأسيس هذا البرنامج. ساهم أكثر من 1.1 مليون عضو في أميريكوربس بمئات ملايين ساعات الخدمة العامة. تعتبر اليوم «سيتي يير» إلى جانب الآلاف من المنظمات غير الربحية الأخرى، عضو في شبكة «أميريكوربس».
قال الرئيس الأمريكي باراك أوباما عن برنامج «سيتي يير»:
«من هو الجيل القادم الذي سيقودنا ويلهمنا ويبني أمريكا التي يمكننا أن نفخر بها جميعاً؟ عندما أنظر إلى جميع أعضاء فريق «سيتي يير» الذين كانوا يعطون الكثير من أنفسهم لسبب أكبر بكثير من أنفسهم، أعتقد أنني أحصل على إجابة هذا السؤال».

### إنقاذ حملة أميريكوربس
في يونيو من عام 2003، خُفّض تمويل أميريكوربس بنسبة 80%؛ فنظم خازي وقادة الخدمات الآخرين حملة «أنقذوا أميريكوربس»، وهي حملة على مستوى القاعدة الشعبية بلغت ذروتها في جلسة استماع استمرت نحو 100 ساعة في مبنى الكابيتول. شهد في هذه الجلسة أكثر من 700 شخص من مؤيدي «أميريكوربس».
أدت هذه الحملة إلى استعادة نصف تمويل أميريكوربس في عام 2003، ومن ثم استعادة كل التمويل السابق بالإضافة إلى زيادة قدرها 100 مليون دولار خُصصت لها في عام 2004. تمكن برنامج أميريكوربس من إشراك 25000 من عضو جديد، نتيجة زيادة التمويل.

### سيرفيسنيشن
اعترف بخازي كأحد «المدراء التنفيذيين للعام 2008» غير الربحيين بسبب عمله في تنظيم «سيرفيسنيشن»، وهو حدث قمة عُقد في مدينة نيويورك في 11 سبتمبر من عام 2008، وشمل المرشحين الرئاسيين آنذاك باراك أوباما وجون ماكين إلى جانب أكثر من 700 قائد من قادة الخدمة الوطنية الآخرين.
تعهد أوباما وماكين معاً في القمة بتوسيع الخدمة الوطنية في حدث بُث على التلفزيون الوطني. مع الوصول إلى ما يقدر بنحو 100 مليون أمريكي من خلال 200 مجموعة من المنظمات غير الربحية، ولعبت «سيرفيسنيشن» دوراً رئيسياً في صياغة قانون إدوارد م. كينيدي لخدمة أميركا وإصداره في أبريل من عام 2009، والذي يجيز التوسع الأكبر في الخدمة الوطنية في أمريكا منذ أن أنشأ الرئيس فرانكلين د. روزفلت سلك الخدمة المدنية.
واصل تحالف «سيرفيسنيشن» الدعوة إلى التشريعات التي تشجع الخدمة الوطنية، كتلك التي اقترحها المحافظان آرنولد شوارزنيجر من كاليفورنيا وديفيد باترسون من نيويورك لإنشاء وظائف على مستوى مجلس الوزراء للخدمة والتطوع.

### أعمال أخرى
ساعد خازي في عام 2003 في تنظيم حملة «أنقذوا أميريكوربس» التي أدلت بشهادتها أمام الكونغرس لأكثر من 108 ساعات متتالية ونجحت في إقناع الكونغرس باستعادة التمويل لبرنامج أميريكوربس، الذي تنتمي له منظمة «سيتي يير» الخاصة بخازي.
شغل خازي من عام 1990 إلى عام 1992 منصب نائب رئيس لجنة الخدمة الوطنية والمجتمع بناءً على تعيين الرئيس جورج بوش؛ وشغل بين عامي 2012-2015 منصب الرئيس المشارك لمجلس قيادة مشروع فرانكلين، وهو برنامج سياسات لمعهد أسبن سعى إلى جعل عام الخدمة فرصة وأمل مشترك للشباب الأميركيين.
عمل خازي مع الجنرال ستانلي ماكريستال وآخرين من أجل دمج مشروع «سيرفيسنيشن» مع مشروع فرانكلين لإنشاء تحالف سنة الخدمة المكرس لجعل سنة الخدمة طقوس عبور لجميع الشباب الأميركيين. يشغل خازي أيضاً منصب مفوض اللجنة الفيدرالية للخدمة العسكرية والوطنية والعامة التي أنشأها الكونغرس.

## الجوائز والتقدير
صنفت مجلة «يو إس نيوز أند وورد ريبورت» في عام 2006 خازي كواحد من «أفضل 25 من قادة أمريكا»، كما صنفته مجلة بوسطن غلوب كواحد من «11 من مواطني بوسطن الذين يغيرون العالم». حصل على جائزة ريبوك لحقوق الإنسان وجائزة صموئيل س. بيرد جيفرسون للخدمة العامة وجائزة معهد الرعاية وجائزة وليام جيفرسون كلينتون وجائزة جيفرسون للخدمة العامة وجائزة جمعية خريجي كلية الحقوق بجامعة هارفارد.
حصل خازي على شهادات فخرية من جامعة كلارك وكليات هوبارت وويليام سميث وجامعة نورث إيسترن وجامعة سوفولك وكلية جبل إيدا.

## الحياة الشخصية
تزوج خازي من فانيسا كيرش -خريجة جامعة تافتس ورائدة الأعمال الاجتماعية- والتي أنشأت العديد من المنظمات الخيرية، وآخرها شركة نيو بروفيت، وهي مجموعة تقدم منحاً للمشاريع الاجتماعية المبتكرة. يعيش الزوجان في بروكلين في ماساتشوستس، مع طفليهما وكلبهما زوزو، ويرتادان كنيسة القديسة مريم العذراء في بروكلين.
آلان خازي قريب مذيع تلفزيون بوسطن، كيم خازي.